# Roscoea purpurea
Espèce
Classification phylogénétique
Roscoea purpurea est une espèce de plante herbacée du genre Roscoea et de la famille des Zingiberaceae.
Elle se décline sous deux formes :
- - Roscoea purpurea f. purpurea.
  - Roscoea purpurea f. rubra Cowley, (2007).

## Description

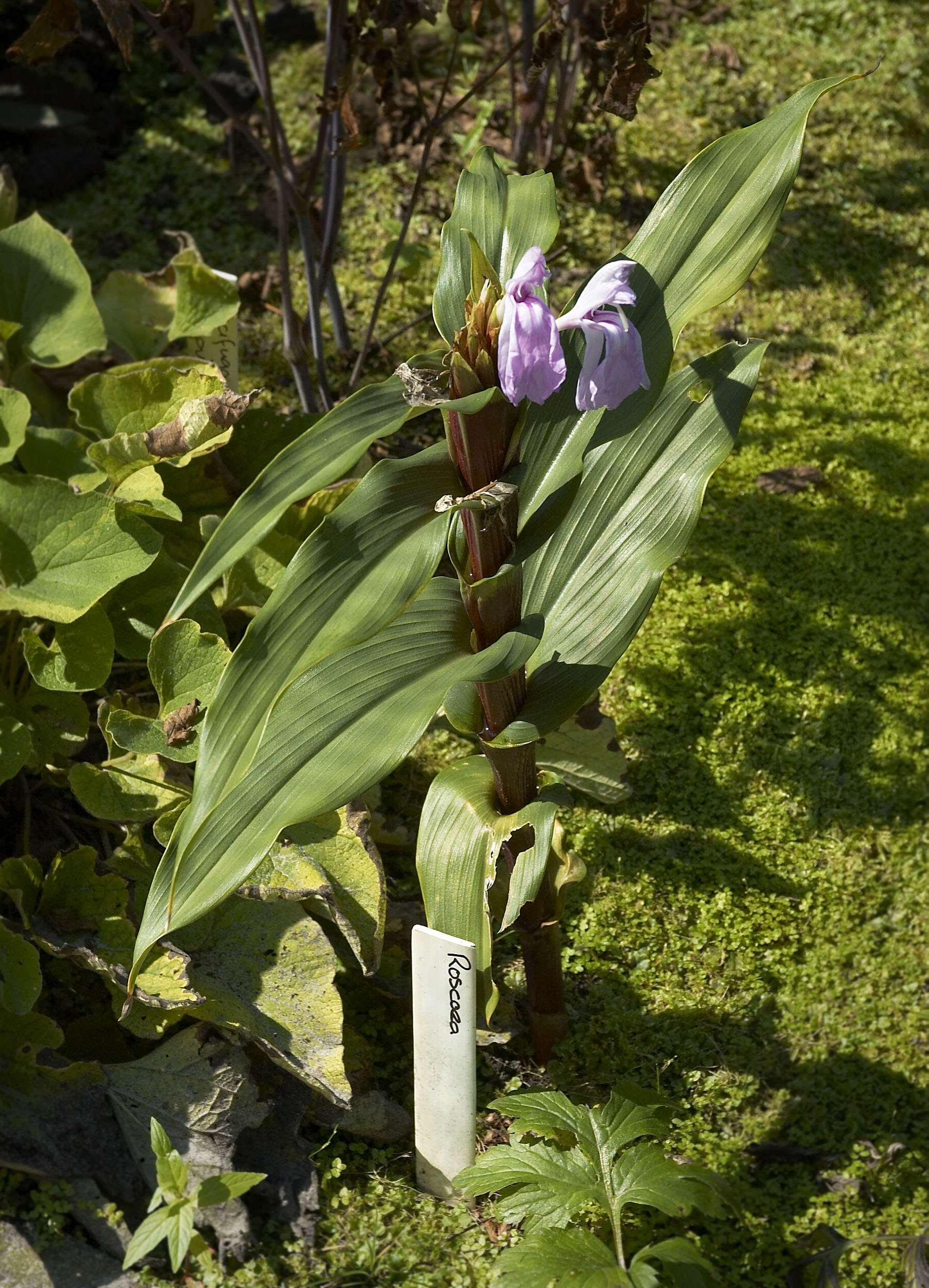

## Synonymes
- Roscoea procera Wall., (1832)
- Roscoea purpurea f. alba Cowley, (2007)
- Roscoea purpurea var. gigantea Wall., (1832)
- Roscoea purpurea var. procera (Wall.) Baker (1890)